# Almdorf
Almdorf (frisó septentrional goesharder Aalmtoorp, danès Almtorp) és un municipi del districte de Nordfriesland, dins l'Amt Mittleres Nordfriesland, a l'estat alemany de Slesvig-Holstein. És a 15 kilòmetres d'Husum.
Almdorf conté la caseria de Breklumerkoog.